# 内藤雅行
内藤雅行（ないとう まさゆき、1948年 - ）は、日本のカメラマン、元子役。俳優時代の芸名は内藤正一。

## 人物・来歴
1948年生まれ。父親は日舞の振付師、母親は東宝女優の三條利喜江。叔父はカメラマンの国分正次、叔母はスクリプターの国分須磨子。幼少期は東宝撮影所のオープンセットの近くに住んでいたため、子供の頃から撮影所は遊び場として親しんでおり、姉兄や近所の子供たちとともにエキストラ出演したこともあったという。
12歳の頃、内藤正一の芸名で、実写版『鉄人28号』の金田正太郎役を演じた。その後、『快傑ハリマオ』第1部で太郎少年を演じた町田泉が学業上の理由で降板することになったため、第2部以降の太郎少年を演じることになる。『鉄人28号』と『快傑ハリマオ』は同じスタジオで録音していたため、『ハリマオ』のアフレコ現場を見学することもよくあったと語っている。『ハリマオ』出演が決定して、銃を使うシーンが多いため、アメリカのテレビドラマ『タイトロープ』などを見ながら銃の撃ち方を研究した。
叔父の影響で小学3年生頃からカメラマンを目指しており、写真技術を学ぶため高校を中退しスチールカメラマンの小林健に弟子入りした。その後叔父が所属していたことのある円谷プロダクションに入社、光学撮影部で多くの作品に携わる。
円谷プロ退社後、ドキュメンタリーカメラマンである瀬川順一に師事し、本格的にカメラマンを目指す。松川八洲雄監督の『円空』（1977年）で独立し、以後おもにドキュメンタリー作品のカメラマンとして活躍している。また、映画美学校のドキュメンタリーコースの講師も務めている。

## 出演作品

### テレビドラマ
- 矢車剣之助（1959年、日本テレビ）[1]
- 鉄人28号（1960年、日本テレビ） - 主演・金田正太郎 役[1]
- 快傑ハリマオ（1960年、日本テレビ） - 太郎（2代目）役[1]

### 映画
- 足にさわった女（1952年、東宝）[2]

## 撮影作品

### 映画
- ぶっちぎり横浜銀蠅（1981年、ユタカプロダクション、東映）